# ヴェルチェッリ県

ヴェルチェッリ県
Provincia di Vercelli

ヴェルチェッリ県（ヴェルチェッリけん、イタリア語: Provincia di Vercelli）は、イタリア共和国ピエモンテ州に属する県の一つ。県都はヴェルチェッリ。
イタリアにおける米生産の中心地であり、県南部には水田地帯が広がっている。

## 地理

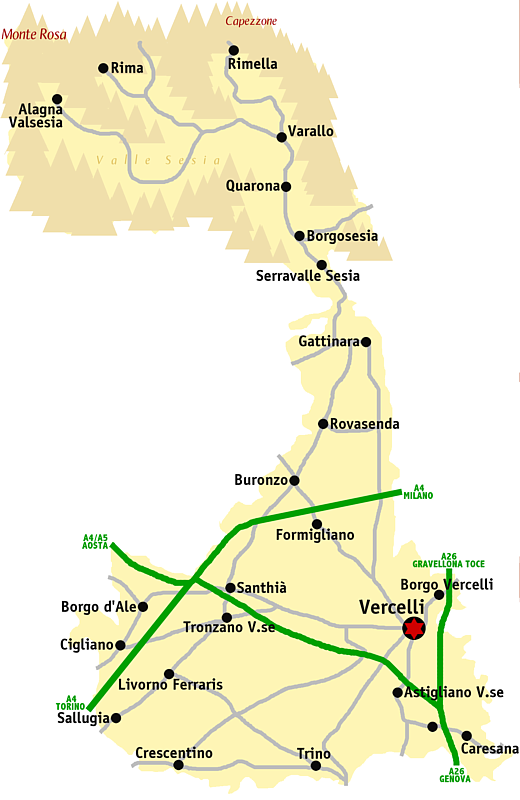
ヴェルチェッリ県概略図

### 位置・広がり
ピエモンテ州北東部に位置する県で、東にロンバルディア州と境界を接する（セッラヴァッレ・セージアより下流ではおおむねセージア川が境界である）。また北西でヴァッレ・ダオスタ州と隣接する。県域は、西に隣接するビエッラ県を南、東、北の三方から包み込む形となっており（ビエッラ県は1992年にヴェルチェッリ県から割出された県である）、北部と南部を細い回廊で繋げた形状となっている。最狭部はセッラヴァッレ・セージアとガッティナーラの間であるが、この付近ではセージア川右岸まで県界（ロンバルディア州パヴィーア県ロマニャーノ・セージア）が入ってきており、県の南部と北部を結ぶ自動車道路は一旦州外に出る。
県都ヴェルチェッリは県南東部に偏って位置しており、ノヴァーラから南西へ21km、ビエッラから南東へ39km、アレッサンドリアから北北西へ48km、ミラノから西南西へ62km、州都トリノから東北東へ64kmの距離にある。
| 隣接する県は以下の通り。 - ヴェルバーノ・クジオ・オッソラ県 - 北 - ノヴァーラ県 - 東 - パヴィーア県（ロンバルディア州） - 南東 - アレッサンドリア県 - 南 - トリノ県 - 南西 - ビエッラ県 - 西 - ヴァッレ・ダオスタ州 - 北西 |

### 地勢
ヴェルチェッリ県は2つの地域に分けることができる。
ひとつは県南部、県都ヴェルチェッリの周辺に広がる平地部である。ここは水田が多く、川からの水を引き入れている。
もう一つは県北部、モンテ・ローザから流れるセージア川の上流部にあたる地域で、「ヴァルセージア」と呼ばれる。
- ヴェルチェッリ付近の水田地帯
- 水田地帯（フォンタネット・ポー）
- ヴァルセージア（カンペルトーニョ）

### 主要な都市・集落
2001年の国勢調査に基づく居住地区（Località abitata）別人口統計によれば、人口5000人以上の都市・集落は以下の通り。
- ヴェルチェッリ - 44,001人
- ボルゴセージア - 11,942人
- サンティア - 8,500人
- ガッティナーラ - 8,350人
- トリノ - 7,090人
- クレシェンティーノ - 5,756人
- ヴァラッロ - 5,340人

- ヴェルチェッリ
- サンティア
- ガッティナーラ

## 行政区画
ヴェルチェッリ県には2021年1月1日現在、82のコムーネが属する。
主要なコムーネ（上位10位）は下表の通り。左端の数字はISTATコードを示す。人口は2020年1月1日現在。
| コード | 自治体名                   | 人口   |
| ------ | -------------------------- | ------ |
| 002158 | ヴェルチェッリ             | 46,362 |
| 002016 | ボルゴセージア             | 12,498 |
| 002133 | サンティア                 | 8,242  |
| 002061 | ガッティナーラ             | 7,782  |
| 002049 | クレシェンティーノ         | 7,745  |
| 002156 | ヴァラッロ                 | 7,084  |
| 002148 | トリノ                     | 6,832  |
| 002137 | セッラヴァッレ・セージア   | 4,835  |
| 002042 | チリアーノ                 | 4,371  |
| 002071 | リヴォルノ・フェッラーリス | 4,227  |

21世紀に入って以降、以下のコムーネ統廃合 (it:Fusione di comuni italiani) が行われている。
2018年発足
- アルト・セルメンツァ（リーマ・サン・ジュゼッペ、リマスコが合併）
- チェッリオ・コン・ブレイア（ブレイア、チェッリオが合併）
- ヴァラッロがサッビアを編入

2019年発足
- アラーニャ・ヴァルセージアがリーヴァ・ヴァルドッビアを編入

## 文化・観光

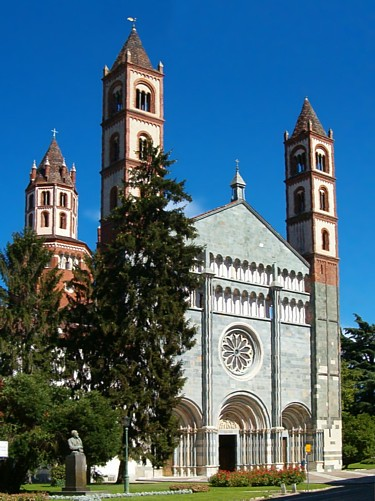
サンタンドレアのバシリカ（ヴェルチェッリ）

ヴァルセージア(セージア渓谷)はヴェルチェッリ県における大部分の観光の区域で、ヴァラッロ・セージアのサクロ・モンテや、イタリアの川のスポーツにとって重要な流れの一つであるセージア川、メーラとアラーニャ・ヴァルセージア
などスキー場もいくつか有る。

### 世界遺産
県内には以下の世界遺産がある。
- ピエモンテ州とロンバルディア州のサクリ・モンティ（一部）
  - ヴァラッロのサクロ・モンテ（ヴェルチェッリ県ヴァラッロ）

## スポーツ

### サッカー
プロサッカークラブとして以下がある。所属リーグは2015-16シーズン現在。
- FCプロ・ヴェルチェッリ1892（ヴェルチェッリ） - セリエB

## 交通

### 道路
おおむね北および西を優先し、通過点もしくはその近傍の地名を示す。〔　〕内は県外。
高速道路（アウトストラーダ）
- アウトストラーダ A4 (it:Autostrada A4 (Italia)) 
〔トリノ - キヴァッソ〕 - サンティア - カリージオ - フォルミリアーナ -〔ヴィコルンゴ - ノヴァーラ - ミラノ〕

- A4/A5 イヴレーア - サンティア支線
〔イヴレーア南方（アウトストラーダ A5に接続）〕 - サンティア

- A4/A26 ストロッピアーナ - サンティア支線
サンティア - ヴェルチェッリ南西 - ストロッピアーナ（アウトストラーダ A26に接続）

- アウトストラーダ A26
〔ヴェルバーニア - アローナ - ヴィコルンゴ〕 - ヴェルチェッリ東方 - ストロッピアーナ - 〔カザーレ・モンフェッラート - アレッサンドリア〕

ヴェルチェッリ県には3本の高速道路が走っている。アウトストラーダ A4（ミラノ＝トリノ線）は北イタリアを東西に結ぶ幹線で、アウトストラーダ A26は湖水地方とジェノヴァを南北に結ぶ路線である。サンティアでA4と交差する路線は、北西へA5と、南東へA26と連絡する支線となっている。

### 鉄道

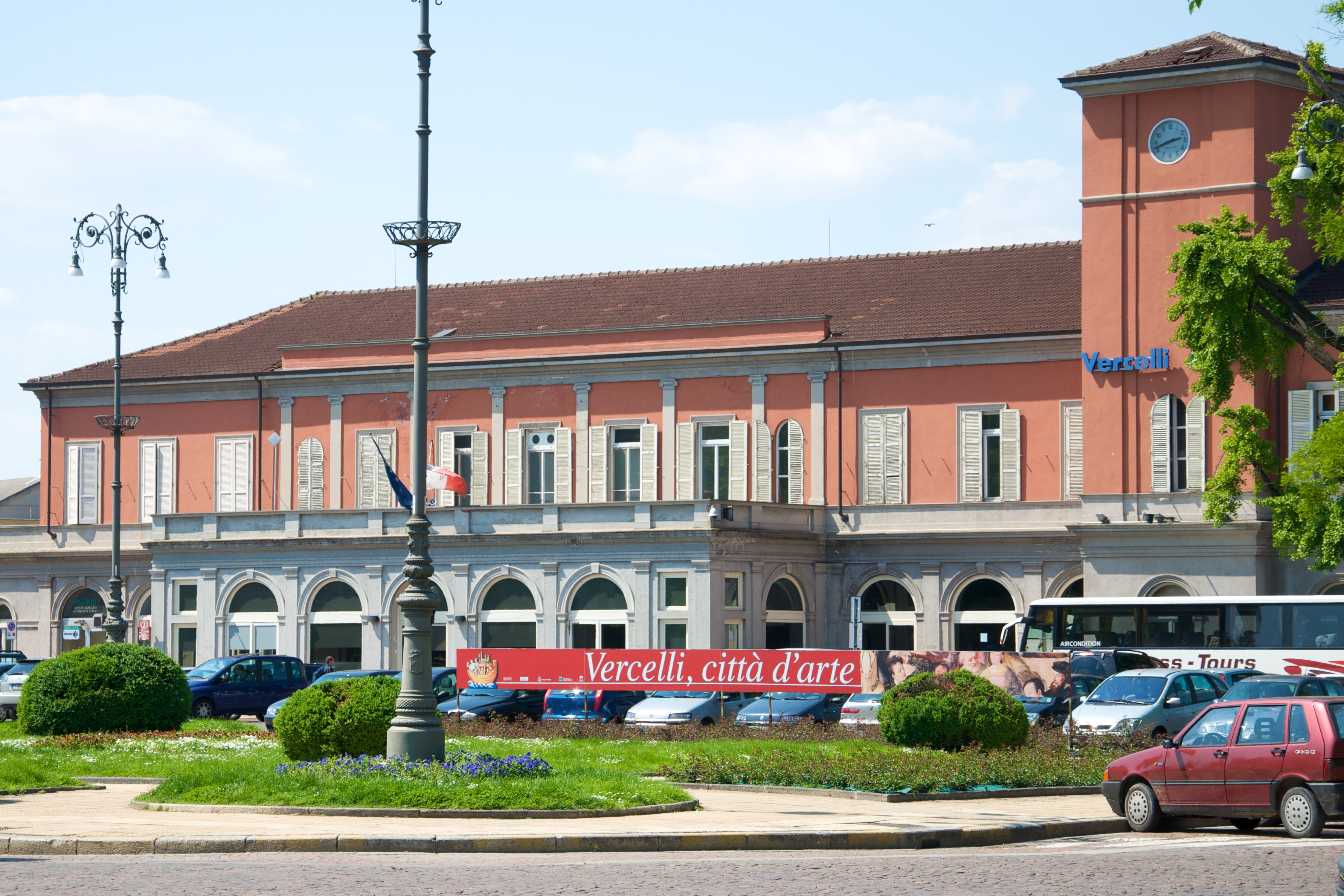
ヴェルチェッリ駅

おおむね北および西を優先し、通過点もしくはその近傍の地名を示す。〔　〕内は県外。
- トリノ＝ミラノ線 (it:Ferrovia Torino-Milano) 
〔トリノ - キヴァッソ〕 - サンティア - ヴェルチェッリ - 〔ノヴァーラ - ミラノ〕

- ヴェルチェッリ＝パヴィーア線 (it:Ferrovia Vercelli-Pavia) 
ヴェルチェッリ - 〔モルターラ - パヴィーア〕

- ヴェルチェッリ＝カザーレ＝ヴァレンツァ線 (it:Ferrovia Vercelli-Casale-Valenza) 
ヴェルチェッリ - 〔カザーレ・モンフェッラート - ヴァレンツァ〕

- サンティア＝ビエッラ線 (it:Ferrovia Santhià-Biella) 
〔ビエッラ - サルッソーラ〕 - サンティア

- サンティア＝アローナ線 (it:Ferrovia Santhià-Arona) 
〔アローナ〕 - ロヴァゼンダ - サンティア

- ビエッラ＝ノヴァーラ線 (it:Ferrovia Biella-Novara) 
〔ビエッラ〕 - ロヴァゼンダ - 〔ロマニャーノ・セージア - ノヴァーラ〕

- ノヴァーラ＝ヴァラッロ線 (it:Ferrovia Novara-Varallo) 
ヴァラッロ - ボルゴセージア - 〔ロマニャーノ・セージア - ノヴァーラ〕

- キヴァッソ＝カザーレ・モンフェッラート線 (it:Ferrovia Chivasso-Casale Monferrato) 
〔キヴァッソ〕 - クレシェンティーノ - トリノ - 〔カザーレ・モンフェッラート〕

トリノ＝ミラノ線が県内を横断しており、西へトリノ、東へノヴァーラを経てミラノと結ばれている。ビエッラやパヴィーア、カザーレ・モンフェッラートなどの周辺都市との間に鉄道網が結ばれており、ヴェルチェッリ駅とサンティア駅は複数の路線の乗り換え駅となっている。県北部のヴァラッロには、ノヴァーラとの間に路線が結ばれている。
トリノ-ミラノ高速線は県域を通過する。

## 人物

### 著名な出身者
- ガウデンツィオ・フェッラーリ（英語版） - ルネサンス期の画家。ヴァルドゥッジャ生まれ
- ソドマ（本名はジョヴァンニ・アントニオ・バッツィ） - ルネサンス期の画家。ヴェルチェッリ生まれ
- ジョヴァンニ・バッティスタ・ヴィオッティ - 18-19世紀のヴァイオリニスト。フォンタネット・ポー生まれ
- ガリレオ・フェラリス - 19世紀の電気技術者、物理学者。リヴォルノ・フェッラーリス生まれ
- ルイージ・ガッレアーニ（英語版） - 19-20世紀に米国で活動したアナキスト。ヴェルチェッリ生まれ
- ヴィンチェンツォ・ランチャ（英語版） - 20世紀初頭のエンジニア・実業家、ランチア設立者。フォベッロ生まれ

### ゆかりの人物
- ヴェルチェッリのエウセビウス（英語版） - 4世紀の司教、聖人。